# 早稲田大学大学院法務研究科
早稲田大学 大学院法務研究科（わせだだいがく だいがくいんほうむけんきゅうか、英語: Waseda Law School）は、早稲田大学に設置されている法科大学院である。通称は早稲田 法務研（わせだ ほうむけん）、わせロー。高い法曹養成実績から、東京大学、京都大学、一橋大学、慶應義塾大学、中央大学、神戸大学と共に、トップスクール7校で先導的法科大学院懇談会 (LL7) を構成している。

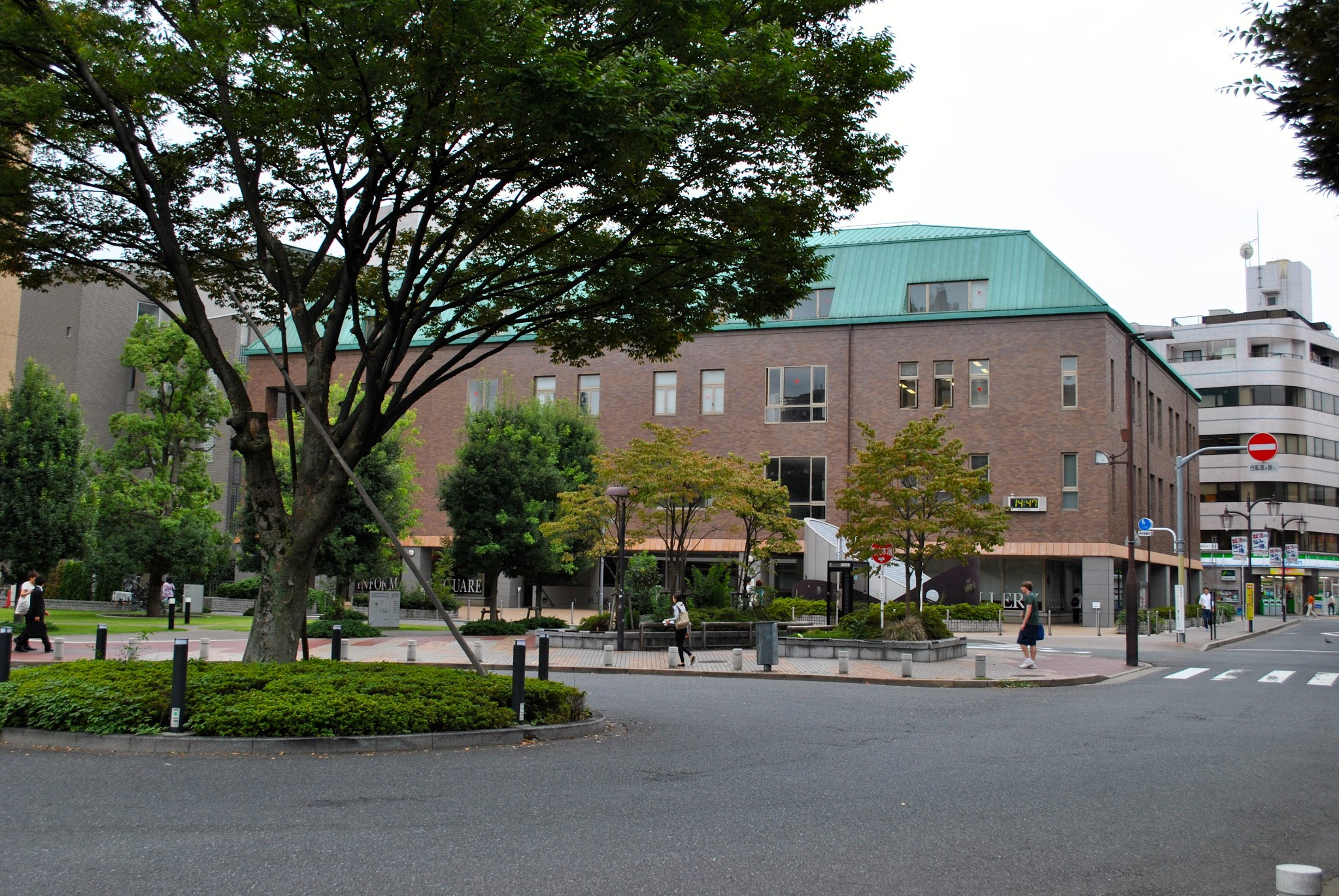

## 基礎データ
- 設置年度：2004年
- 研究科長：松村和徳
- 学位：法務博士（専門職）（英文表記：Juris Doctor degree）
- 入学時期：4月入学
- 標準修業年限：3年[3]。最初の1年を免除できる2年コースも併設。

## 著名な教員

### 現職
- 松村和徳　2018年から4年間の任期で研究科長に就任。民事訴訟法を担当。
- 内田貴　2015年より特命教授。民法を担当。

- 長谷部恭男　憲法 統治を担当。
- 中島徹　憲法 人権を担当。
- 川岸令和　憲法 総合を担当。
- 岡田正則　行政法 総合を担当。
- 笹田栄司　憲法 総合を担当。
- 中田裕康　民法 債権法を担当。
- 山野目章夫　民法 総則・物権法を担当。
- 後藤巻則　民法 契約法を担当。
- 大塚直　民法 不法行為法を担当。
- 青木則幸　民法 担保物権法を担当。
- 白石大　民法 総合を担当。
- 磯村保　民法 総合を担当。
- 甲斐克則　2014年から4年間は研究科長を歴任。刑法と医事法を担当。
- 松原芳博　刑法を担当。
- 高橋則夫　刑法 応用演習を担当。
- 杉本一敏　刑法 基礎を担当。
- 遠藤聡太　刑法 応用を担当。
- 北川佳世子　刑法 応用を担当。

- 勅使川原和彦　民事訴訟法を担当。
- 内田義厚　民事訴訟法を担当。
- 山本研　民事訴訟法を担当。
- 酒巻匡　刑事訴訟法を担当。
- 稗田雅洋　刑事訴訟法を担当。
- 小川佳樹　刑事訴訟法を担当。
- 黒沼悦郎　商法 会社法を担当。
- 岩原紳作　商法 会社法を担当。
- 人見剛　行政法を担当。
- 加藤哲夫　倒産法を担当。
- 水町勇一郎　労働法を担当。
- 道垣内正人　国際法を担当。
- 古谷修一　国際法を担当。2022年から研究科長を歴任。
- 宮川茂雄　英米法を担当。
- 須網隆夫　EU法を担当。
- 上野達弘　知的財産法 著作権法を担当。
- 和田仁孝　医事法を担当。
- 大野曜吉　法医学を担当。
- 菅原郁夫　犯罪心理学を担当。

### 過去の教員
- 鎌田薫 2005年から5年間は研究科長を歴任。民法を担当していた。2010年3月に退任。退任後、早稲田大学総長へ就任。現在は森・濱田松本法律事務所客員弁護士。
- 高野隆　設立時から就任しており、刑事実務を担当していた。2009年3月に退任。
- 佐藤博史　刑事実務を担当していた。2012年3月に退任。
- 島田聡一郎　刑法総合を担当していた。着任されて1年が経った頃の2013年4月12日、交通事故で逝去された[4]。
- 河津博史　刑事実務を担当していた[5]。2014年3月に退任。
- 伊藤眞　民事訴訟法、倒産法を担当していた。2015年3月に退任。退任後は、創価大学 大学院法務研究科の客員教授に。
- 曽根威彦　刑法総合を担当していた。2015年3月に退任。
- 田口守一　刑事訴訟法を担当していた。2015年3月に退任。
- 西原博史　憲法人権を担当していた。2015年3月に退任。
- 野村稔　刑事訴訟法を担当していた。2015年3月に退任。
- 平野裕之　民法総合を担当していた。2015年3月に退任。
- 山口厚　刑法を担当していた。最高裁判所判事への任官を機に、2017年1月に退任。
- 島田陽一　労働法を担当していた。2017年3月に退任。
- 喜田村洋一　憲法、行政法を担当していた。2017年3月に退任。

- 江頭憲治郎　商法を担当していた。定年により、2017年3月に退任。退任後、日本学士院へ任命。
- 只木誠　刑法総合を担当していた。2017年3月に退任。
- 石田眞 2010年から4年間は研究科長も歴任。労働法を担当していた。2017年3月に退任。退任後、早稲田リーガルコモンズ法律事務所顧問へ就任。
- 宮澤節生　日本の法科大学院制度を唱えた発起人の一人。法社会学を担当していた。定年により、満期半年前の2017年7月に退任。
- 笹倉秀夫　法解釈を担当。定年により、2018年3月に退任。
- 戸波江二　憲法人権を担当していた。定年により、2018年3月に退任。
- 瀬川信久　民法 総合を担当していた。定年により、2018年3月に退任。退任後、日本学士院へ任命。
- 近江幸治　民法 総合を担当。定年により、2019年3月に退任。
- 吉田克己　民法 総合を担当。定年により、2019年3月に退任。
- 岩志和一郎　民法 家族法を担当。定年により、2019年3月に退任。
- 井上正仁　刑事訴訟法を担当。定年により、2019年3月に退任。
- 小島延夫　行政法を担当。定年により、2019年3月に退任。
- 浅倉むつ子　労働法・ジェンダー法を担当。定年により、2019年3月に退任。

## 歴任の研究科長
- 2005年～2010年 鎌田 薫
  - 方針は『開拓時代に向けて「新たな分野への進出」を実践する法曹の排出』[6]
- 2010年～2014年 石田 眞
  - 方針は『法科大学院を基盤とした「骨太の法曹」を育てる法曹養成の試み』[7]
- 2014年～2018年 甲斐克則
  - 方針は『「挑戦する法曹」の発信を早稲田から』[8]
- 2018年～2022年 松村和徳
  - 方針は『「挑戦する法科大学院」から時代を切り開く法曹を』[9]
- 2022年～現任  古谷修一
  - 方針は『新たな時代を切り拓く「挑戦する法曹」の育成』[10]

## 著名な出身者
- 趙誠峰 - 刑事弁護士。高野チルドレンの一人。
- 本田太郎 - 衆議院議員。
- 山添拓 - 参議院議員。日本共産党中央委員会准委員を兼任。
- 水上貴央 - 弁護士。
- 河西邦剛 - 弁護士。日本エンターテイナーライツ協会共同代表理事も務める。
- 小泉恒平 - 歌手、弁護士
- 宮﨑慶太 - NHKアナウンサー
- 友納理緒 - 参議院議員